# Johann Baptist von Spix
Johann Baptist von Spix (ur. 9 lutego 1781 w Höchstadt an der Aisch, zm. 14 marca 1826 w Monachium) – niemiecki przyrodnik.
Po jego pierwszej publikacji (1810) – książki o historii klasyfikacji zoologicznej, został mianowany członkiem Bawarskiej Akademii Nauk. W 1817 r. wyjechał wraz z Carlem von Martiusem do Brazylii. Wracając w 1820 roku przywiózł z sobą okazy 6500 roślin, 2700 owadów, 85 ssaków, 350 ptaków, 150 gatunków płazów i 116 ryb. Stanowiły one podstawę kolekcji Muzeum Historii Naturalnej w Monachium, którego był pierwszym dyrektorem. Do jego odkryć należała ara modra (1817), której nazwa łacińska (Cyanopsitta spixii) zawiera z tego powodu jego nazwisko.
Został pochowany na Starym Cmentarzu Południowym w Monachium.

## Publikacje
- Geschichte und Systeme Beurtheilung aller in der Zoologie nach ihrer Entwicklungsfolge von Aristoteles bis auf die gegenwärtige Zeit. 1811 – Nürnberg, Schrag'sche Buchhandlung I-XIV

Oprócz 4-tomowej relacji z ekspedycji do Brazylii (Monachium, 1823-1831), publikacje obejmujące kolekcję Spixa i Martiusa obejmują:
- Simiarum et Vespertilionum Brasiliensium Species Novae (małpy i nietoperze), Smithsonian Institution Libraries, 1823 – Spix.
- Serpentum Brasiliensium Species Novae (węże), 1824 – J.G. Wagler, z notami Spixa
- Animalia Nova sive Species Novae Testudinum et Ranarum (żółwie i żaby), 1824 – Spix
- Animalia Nova sive Species Novae Lacertarum (jaszczurki), 1825 – Spix
- Avium Species Novae (ptaki), 1824-1825 – Spix
- Testacea Fluviatilia... (mięczaki), 1827 – A.J. Wagner
- Selecta Genera et Species Piscium (ryby), 1829-1831 – Louis Agassiz
- Delectus Animalium Articulatorum (owady), 1830 – Maximilian Perty
- Novae Genera et Species Plantarum (rośliny), 1823-1832 – Martius
- Plantarum Cryptogamicarum (rośliny zarodnikowe), 1828 – Martius